# 해롤드와 쿠마 2: 관티나모로부터의 탈출
《해롤드와 쿠마 2: 관티나모로부터의 탈출》(영어: Harold & Kumar Escape from Guantanamo Bay)은 2008년 공개된 미국의 버디 코미디 영화이다. 《해롤드와 쿠마》(2004)의 속편이다. 절친 사이인 해럴드(존 조 분)와 쿠마(캘 펜 분)가 암스테르담으로 가려다가 엉뚱하게도 관타나모만 수용소에 감금되면서 겪는 소동을 그린다.
속편 《해롤드와 쿠마의 크리스마스》(2011)로 이어진다.

## 줄거리
전편에서 이웃 마리아와 마음이 통한 해럴드, 그리고 절친 쿠마는 마리아가 열흘 일정으로 암스테르담을 향해 떠난 뒤에 마리아와 깜짝 재회를 하고 대마도 마음껏 할 겸 함께 암스테르담으로 향한다.
그러나 쿠마가 새로 고안한 무연 봉을 승객들이 폭탄으로 오해하면서 여객기 보안 요원들이 해럴드와 쿠마를 체포한다. 인종 차별 주의자인 국토안보부 부장관 론 폭스는 둘을 합동 음모를 꾸민 알카에다와 북한 요원으로 간주하고, 국가안보국 부국장 존 비처 박사의 조언을 무시한 채 둘을 쿠바 관타나모만 수용소로 보낸다.
경비에게 성폭행 당할 위기를 간신히 피한 해럴드와 쿠마는 탈옥하여 플로리다주 마이애미로 향하는 쿠바 난민들의 배에 올라탄다. 이들은 대학 친구 라자의 집을 찾아가 차를 빌려타고 텍사스주로 향한다. 해럴드는 쿠마의 전 여자친구 버네사와 약혼한 콜턴에게 집안 정계 연줄을 이용해 결백 증명을 도와달라고 부탁할 생각이다.
쿠마는 앨라배마주 버밍햄 흑인 동네에서 후진을 하다가 소화전을 쓰러뜨고, 흑인 무리에 지레 겁을 먹은 둘은 차를 버리고 도망친다. 폭스는 흑인이 쿨에이드를 좋아한다는 인종 차별적 편견을 활용해 주민을 취조한다.
곧 해럴드와 쿠마는 외눈증으로 태어난 아들이 있는 근친상간 남매 부부의 집에 잠시 머물렀다가 쿠 클럭스 클랜 집회를 맞닥뜨리는 소동 끝에 히치하이킹을 시도하다가 닐 패트릭 해리스를 만나 차를 얻어탄다. 닐은 폭스가 세운 검문을 뚫지만 둘을 데리고 매춘소에 들렸다가 한 매춘부 엉덩이에 본인 이름 머리글자를 단근질하는 만행을 저지르고, 분노한 업소 주인은 닐을 2연발 산탄총으로 쏜다. 닐이 쓰러진 뒤 주인이 해럴드와 쿠마의 차에도 총질을 하자 둘은 혼비백산하여 도망친다.
해럴드와 쿠마는 닐의 차를 타고 콜턴네 집에 도착한다. 콜턴은 결백 입증을 도와주기로 하지만 쿠마가 버네사와 화기애애한 모습을 보이자 마음을 바꿔 해럴드와 쿠마를 폭스에게 인계한다. 감옥으로 돌아가는 비행기 안에서 해럴드와 쿠마는 폭스의 부하들을 닐의 호신용 스프레이와 주먹으로 제압하고 해럴드는 낙하산을 착용한다. 뒤늦게 상황을 알아챈 폭스가 총구를 들이밀자 해럴드와 쿠마가 무죄라는 자기 얘기를 폭스가 계속 귀담아듣지 않는 것에 분노한 비처가 끼어들어 폭스 같은 인간들 때문에 전 세계가 미국인을 멍청한 인종 차별 주의자로 여기는 거라고 힐난한다. 비처는 해럴드와 쿠마에게 누명을 벗겨주겠다고 약속하지만, 폭스가 흘린 초콜릿 볼을 밟고 넘어지면서 실수로 선실 문을 열어버리고 해럴드, 쿠마와 함께 밖으로 빨려나간다. 해럴드는 쿠마를 껴안고 조지 W. 부시의 저택에 착지하고, 해럴드와 쿠마를 잡겠다고 낙하산 없이 그냥 뛰어내린 폭스는 추락사한다.
해럴드와 쿠마는 부시와 함께 대마를 빤 뒤 자초지종을 설명한다. 부시는 대통령 사면을 내리고 비밀경호국 요원들이 둘을 버네사와 콜턴의 결혼식장까지 호위한다. 쿠마는 콜턴의 배신을 버네사와 하객 앞에서 폭로한다. 콜턴이 두 사람에게 덤벼들지만 해럴드가 주먹질로 쓰러뜨린다. 결혼식을 망친 쿠마에게 버네사가 분노를 토하자 쿠마는 대학교 시절 버네사를 위해 지었던 시를 읊고 두 사람은 화해한다.
해럴드와 쿠마는 버네사까지 데리고 드디어 암스테르담으로 향하고, 마리아를 찾아내 넷이 함께 시내 관광을 하며 대마를 한다.

## 출연
- 존 조 - 해럴드 리 역
- 캘 펜 - 쿠마 퍼텔 역
- 롭 코드리 - 론 폭스 역
- 로저 바트 - 존 비처 박사 역
- 더닐 해리스 - 버네사 패닝 역
- 닐 패트릭 해리스 - 허구화된 본인 역
- 데이비드 크럼홀츠 - 세스 골드스틴 역
- 에디 케이 토머스 - 앤디 로젠버그 역
- 잭 콘리 - 부지휘관 프라이 역
- 파울라 가르세스 - 마리아 역
- 에릭 윈터 - 콜턴 그레이엄 역
- 크리스토퍼 멀로니 - 대마법사 역
- 클라이드 쿠사추 - 리 씨 역
- 베벌리 디앤절로 - 샐리 역
- 존 리프 - 레이머스 역
- 에드 헬름스 - 통역사 역
- 제임스 어도미언 - 조지 W. 부시 역
- 미시 파일 - 레일린 역

## 기타 제작진
- 공동 제작: 니콜 브라운, 새뮤얼 J. 브라운, 마이클 디스코, 존 허위츠, 켈리 코놉, 헤이든 슐로스버그
- 협력 제작: 램프턴 이넉스
- 총괄 제작: 토비 에머릭
- 배역: 리처드 힉스, 데이비드 루빈
- 미술: 토니 패닝
- 세트: 비라 밀스
- 의상: 숀 홀리 쿡슨

## 사운드트랙
곡 목록
1. "Ooh Wee (Remix)" – 마크 론슨 feat. 네이트 도그, 고스트페이스 킬라, 트라이프, 사이공
2. "My Dick" – 미키 애벌론
3. "Cappuccino" – 더 넉스
4. "Check Yo Self (The Message Remix)" – 아이스 큐브
5. "My Stoney Baby" – 311
6. "Chinese Baby" – 비바 라 유니언[3]
7. "Nothin' But a Good Time" – 포이즌
8. "Pussy (Real Good)" – 재키오
9. "It's So Hard to Say Goodbye to Yesterday" – 보이즈 투 멘
10. "In the Beginning" – 케이난
11. "Gospel Weed Song" – 비자
12. "All That I Want" – 커티스 머피 신디케이트
13. "The Merkin Medley" – 조지 S. 클린턴
14. "I Love My Sex" – 베니 베나시